# RAP (アルバム)
『RAP』（ラップ）は、2022年9月28日に発売された日本のヒップホップMC、ZORNの10枚目のスタジオ・アルバムである。
先行公開されていた配信シングル「いたいのとんでけ」など13曲を収録。収録曲全てのサウンドプロデュースはBACHLOGICが担当した。アルバムの発売は発売日前日に公表された。
ジャケット撮影は川上智之、アートワークはコラージュ・アーティストである河村康輔がそれぞれ担当した。

## 制作
本作は2022年11月3日にさいたまスーパーアリーナで開催されたワンマンライブ『LIVE』に向けて制作されたアルバムである。2022年1月17日から同年8月17日の7カ月の制作期間を経て完成。リリックは娘を保育園に送ってからカフェでひたすら書いていたという。

## ミュージック・ビデオ
配信に合わせ公開された「いたいのとんでけ」に加え、9曲目に収録された「In The Neighborhood」のミュージック・ビデオが制作されている。「In The Neighborhood」のディレクションは山田健人が担当した。

## 記録
2022年10月10日付のオリコン週間デジタルアルバムランキングでは約1万DLで首位を記録し、通算3作目の首位獲得となった。
Billboard JAPANでは2022年10月05日公開のBillboard Japan Download Albumsでは自身最高となる週間ダウンロード数である11,795DLで首位を記録し、通算3作目の首位を獲得。本作『RAP』のリリースが影響し、同日付のチャートでは2021年発売のミニ・アルバム『925』が89位から19位へ浮上し、2020年発売のアルバム『新小岩』、2019年発売のアルバム『LOVE』、2016年発売のアルバム『生活日和』が再チャートインしている。同日付のBillboard Japan Hot Albumsでは2位を記録した。また、10月5日公開のBillboard Japan Download Songsでは収録曲の「In The Neighborhood」が11位にランクインした。2022年の年間Billboard JAPANダウンロード・アルバム・チャートでは9位を記録した。

## その他
本作『RAP』の発売前から公表されていたさいたまスーパーアリーナで2022年11月3日に行うワンマン・ライブ『LIVE』のチケットの一般販売が本作の発売日より行われた。

## 収録曲
| 全作曲: BACHLOGIC。 |                                   |           |            |      |
| #                   | タイトル                          | 作詞      | 作曲・編曲 | 時間 |
| 1.                  | 「Intro」                         |           | BACHLOGIC  | 1:42 |
| 2.                  | 「Still Here」                    | ZORN      | BACHLOGIC  | 2:09 |
| 3.                  | 「I'm A Rapper」                  | ZORN      | BACHLOGIC  | 2:58 |
| 4.                  | 「Leave Me Alone」                | ZORN      | BACHLOGIC  | 2:59 |
| 5.                  | 「Just A Feeling」                | ZORN      | BACHLOGIC  | 2:42 |
| 6.                  | 「パンケーキ feat. 鋼田テフロン」 | ZORN      | BACHLOGIC  | 3:16 |
| 7.                  | 「交通公園」                      | ZORN      | BACHLOGIC  | 3:53 |
| 8.                  | 「渋江公園 (Skit)」               |           | BACHLOGIC  | 0:42 |
| 9.                  | 「In The Neighborhood」           | ZORN      | BACHLOGIC  | 3:18 |
| 10.                 | 「GOAT」                          | ZORN      | BACHLOGIC  | 3:28 |
| 11.                 | 「隣の芝生は青い」                | ZORN      | BACHLOGIC  | 3:08 |
| 12.                 | 「いたいのとんでけ」              | ZORN      | BACHLOGIC  | 4:08 |
| 13.                 | 「拍手の雨」                      | ZORN      | BACHLOGIC  | 3:39 |
| 合計時間:           | 合計時間:                         | 合計時間: | 38:02      |      |

## チャート
| チャート                                         | 最高順位 | 出典   |
| ------------------------------------------------ | -------- | ------ |
| オリコン 週間アルバムランキング                  | 24       | [ 14 ] |
| オリコン 週間デジタルアルバムランキング          | 1        | [ 15 ] |
| オリコン 合算アルバムランキング                  | 5        | [ 16 ] |
| オリコン 週間インディーズアルバムランキング      | 3        | [ 17 ] |
| オリコン 週間DANCE & SOULアルバムランキング      | 1        | [ 18 ] |
| Billboard Japan Hot Albums                       | 2        | [ 19 ] |
| Billboard Japan Top Albums Sales                 | 22       | [ 20 ] |
| Billboard Japan Download Albums                  | 1        | [ 21 ] |
| Billboard JAPAN Download Albums of the Year 2022 | 9        | [ 12 ] |